# NGC 5300
NGC 5300 (również PGC 48959 lub UGC 8727) – galaktyka spiralna z poprzeczką (SBc), znajdująca się w gwiazdozbiorze Panny. Odkrył ją William Herschel 2 lutego 1786 roku.